# Andreu Linares Rodríguez
Andreu Linares Rodríguez es un exjugador de fútbol sala español que nació en Barcelona el 24 de febrero de 1975. Es hermano del también jugador profesional de fútbol sala Joan. En la actualidad, reside en Olías del Rey, una localidad cercana a Toledo, en donde ejerce como entrenador de la escuela de fútbol sala Andreu Linares FS  

## Trayectoria
Jugador
- Fútbol Club Barcelona
- CLM Talavera
- Playas de Castellón
- Miró Martorell
- Boomerang Interviú
- Caja Segovia

Entrenador 
- Bargas F.S.
- C.D. Ciudad de Toledo F.S.

## Palmarés

### Clubes
- 5 Campeonatos de Liga (01-03-04-05 y 08)
- 3 Campeonatos de Copa (04-05 y 07)
- 4 Supercopas (03-04-06 y 08)
- 3 Copas de Europa (01-04 y 06)
- 4 Copa Intercontinental (Interviú 05-06-07 y 08)
- 1 Recopa de Europa (08)
- 2 Copas Ibérica (04 y 06)

### Selección
- Internacional Absoluto en 117 ocasiones
- Campeón del Mundo (China Taipei, Taiwán 04)
- Subcampeón del Mundo (Río de Janeiro, Brasil 08)
- 2 Campeonatos de Europa (Ostrava, República Checa 05) (Oporto, Portugal 08)
- Subcampeón de Europa (Granada, España 96)
- 2 Torneos 4 Naciones (Holanda 96 y España 97)
- 2 Torneos FIFA Singapur (99 y 01)
- Campeón Torneo Centenario Real Madrid (02)

### Individuales
- 2 Veces Mejor Ala Izquierdo LNFS (00 y 02)
- 1 Vez Jugador Revelación LNFS (97)
- Real Orden al Mérito Deportivo Medalla de Plata
- Medalla de Oro al Mérito Deportivo de Castilla-La Mancha
- Premio ARC (Alto Rendimento Catalán) de Cataluña

- Datos: Q1403134